# Hveravellir
Hveravellir és un camp geotèrmic del sistema volcànic d'Oddnýjarhnjúkur-Langjökull, al nord de la glacera Langjökull.

## Descripció
L'àrea geotèrmica de Hveravellir és una petita reserva natural i un centre turístic situat a 600 msnm, a la ruta de Kjölur, entre les glaceres Hofsjökull i Langjökull, al centre d'Islàndia. Forma part del sistema volcànic Oddnýjarhnjúkur-Langjökull. Ha estat un lloc de descans popular en els viatges a les terres altes des de l'època de l'assentament, fa 1100-1200 anys. S'esmenta amb freqüència a les antigues sagues, annals i folklore. La principal activitat geotèrmica es troba a la frontera nord del gran escut de lava Kjalhraun. L'àrea geotèrmica principal cobreix uns 2,5 km². Les aigües termals són de diversos tipus, guèisers, fumaroles, pous d'ebullició i fonts càlides amb temperatures més baixes. Els guèisers actualment actius només tenen petites erupcions irregulars. La gueiserita és habitual, formant petits doms al voltant de centres geotèrmics actius o extints. A Breiðimelur, al nord de la zona tèrmica principal, hi ha diverses sortides de vapor on la gent hi cuina. Es pot traçar una continuació de la zona termal a diversos quilòmetres cap al nord on es troben diverses aigües termals.
La descripció més antiga d'Hveravellir es remunta al 1752 quan els viatgers islandesos Eggert Ólafsson (1726-1768) i Bjarni Pálsson (1719-1779) van descriure l'indret en el seu relat sobre el viatge a l'illa. El camp geotèrmic és una atracció turística; amb la possibilitat de banyar-se a la piscina creada el 1950, per la construcció d'una petita presa al torrent d'aigua calenta. Hveravellir està declarat monument natural.